# Nissuntjårro
Nissuntjårro (nordsamiska: Nissunčorru) är ett fjäll i Kiruna kommun som tillsammans med Tjuonatjåkka utgör Lapporten. Nissuntjårros högsta topp når 1738 meter över havet.